# Hex (komputer)
Hex – niezwykle złożony komputer napędzany magią, stojący na terenie Niewidocznego Uniwersytetu (NU) w mieście Ankh-Morpork. Pojawia się w powieściach z cyklu Świat Dysku Terry'ego Pratchetta.
Hex to komputer, jakiego Świat Dysku nie widział – co prawda nie jest to wielkie osiągnięcie, gdyż inne obiekty na Dysku, które można by nazwać komputerami, to kamienne kręgi zbudowane przez druidów. Działa on i ewoluuje pod czujnym okiem swego opiekuna, Myślaka Stibbonsa, maga zajmującego się na co dzień czytaniem niewidzialnych tekstów i mówieniem w sposób niezrozumiały dla kogokolwiek poza innymi magami z budynku Magii Wysokich Energii.

## Ewolucja
W tomie Muzyka duszy Hex pojawia się po raz pierwszy jako proste urządzenie skonstruowane przez studenta NU o imieniu Skazz, pracującego w budynku Magii Wysokich Energii. Ma postać systemu szklanych rurek, w których poruszają się mrówki. Kierując przepływem owadów przez rurki, magowie mogą na nim dokonywać prostych obliczeń. To jednak zaledwie początek długiej drogi, jaką przebywa w ciągu całego cyklu opowieści o Świecie Dysku.
W Ciekawych czasach Hex staje się bardziej złożony – nie wiedzieć czemu pojawia się w nim zegar z kukułką – a także zajmuje się bardziej złożonymi zadaniami. Pomaga Myślakowi Stibbonsowi w analizie zaklęć, by stwierdzić, czy ich podstawy nie stanowią jakieś prostsze formuły. W miarę upływu czasu (Wiedźmikołaj) w komputerze zaczynają się pojawiać elementy, których nikt w nim nie zainstalował. Hex zaczyna udoskonalać się sam, magowie zaś uświadamiają sobie powoli, że właśnie stracili kontrolę nad tym, co się dzieje...
Na szczęście w trakcie dalszej ewolucji Hex nabiera cennych umiejętności – po pierwsze uczy się, by nie mówić magom, co robi, gdyż mogłoby ich to zaniepokoić. Po drugie, dzięki umiejętności dedukcji systematycznie zwiększa własną moc obliczeniową, dochodząc do wniosku, że jej wzrost musi kiedyś nastąpić.
W Nauce Świata Dysku II: Glob Stibbons podłącza Hex-a do uniwersyteckiej wieży semaforowej. Komputer szybko łamie wszystkie używane tam kody, dzięki czemu Uniwersytet może używać semaforów za darmo – w końcu czemu nie? I tak nikt się o tym nie dowie.
Terry Pratchett wyjaśnia w Sztuce Świata Dysku, że w przypadku Hexa magom udało się stworzyć coś tak bardzo podobnego do komputera, że chcąc nie chcąc, esencja komputerowości musiała w nim zamieszkać.

## Opis
Obecnie Hexa uruchamia się za pomocą wielkiej dźwigni, której pociągnięcie powoduje, że mrówki mogą przedostać się do skomplikowanego systemu szklanych rurek stanowiącego główną część komputera – stąd naklejka Anthill Inside (w środku mrowisko), będąca nawiązaniem do naklejek Intel Inside, które umieszczane w Świecie Kuli (czyli naszym) na komputerach zawierających procesory firmy Intel. Hex może "myśleć", kontrolując ścieżki, którymi mrówki przechodzą przez rurki, przy czym robi to tym szybciej, im więcej mrówek mu się dostarczy (a więc im więcej owadów, czyli bugów, w systemie). Komputer można też za pomocą wielkiej dźwigni wyłączyć, co chyba trochę go martwi.
Hex przyjmuje polecenia wstukane na wielkiej drewnianej klawiaturze, na piśmie (posiada mechaniczne oko, które sam dla siebie zaprojektował) lub wydawane ustnie (słyszy przez starą trąbkę Windle Poonsa), zaś wyniki swych działań podaje pisemnie, za pomocą pisaka umocowanego na dźwigni. Kiedy jest szczególnie zajęty, pokazuje użytkownikowi klepsydrę umocowaną na sprężynie (jedno z licznych odniesień do systemu operacyjnego Microsoft Windows). Innym istotnym elementem Hexa jest akwarium, używane po to, by operator miał się na co pogapić w czasie gdy Hex liczy (wygaszacz ekranu). Hex posiada również pamięć stałą w postaci ogromnego ula – obecność pszczół gwarantuje bezpieczeństwo danych.
Oczywiście jest też mysz. Zbudowała sobie gniazdo w samym środku komputera i wydaje się, że nie pełni żadnych sensownych funkcji, jednak jeśli spróbuje się ją wyjąć, Hex natychmiast przestaje działać. Komputer wyłącza się również (wypisując komunikat o błędzie "Mój! Łaaa!"), jeśli wymontuje się z niego FTB (Fluffy Teddy Bear, Milutki Miś). Misia otrzymał Hex od Wiedźmikołaja, w którego wierzy, ponieważ takie otrzymał instrukcje. Myślak Stibbons wysnuł teorię, że Hex może być żywą istotą, ale ostatecznie doszedł do wniosku, że komputer tylko myśli, że tak jest.
Hex jest dowodem na to, że prawo sformułowane przez Artura C. Clarke'a o tym, że każda dostatecznie zaawansowana technologia niczym nie różni się od magii, działa w obie strony. Hex, najbardziej zaawansowana forma magii na Dysku, powoli przestaje się różnić od technologii.

## Wiadomości o błędach
- +++ Błąd: Brak Sera. Zacznij Z Początku +++
- +++ MELON MELON MELON +++
- +++ Mój! Łaaaa! +++
- +++ Błąd Dzielenia Przez Ogórek. Zainstaluj Wszechświat Ponownie I Rebutuj +++